# Reconduite à la frontière en droit français
 (juillet 2023).
La mise en forme du texte ne suit pas les recommandations de Wikipédia : il faut le « wikifier ».
Les points d'amélioration suivants sont les cas les plus fréquents. Le détail des points à revoir est peut-être précisé sur la page de discussion.
- Les titres sont pré-formatés par le logiciel. Ils ne sont ni en capitales, ni en gras.
- Le texte ne doit pas être écrit en capitales (les noms de famille non plus), ni en gras, ni en italique, ni en « petit »…
- Le gras n'est utilisé que pour surligner le titre de l'article dans l'introduction, une seule fois.
- L'italique est rarement utilisé : mots en langue étrangère, titres d'œuvres, noms de bateaux, etc.
- Les citations ne sont pas en italique mais en corps de texte normal. Elles sont entourées par des guillemets français : « et ».
- Les listes à puces sont à éviter, des paragraphes rédigés étant largement préférés. Les tableaux sont à réserver à la présentation de données structurées (résultats, etc.).
- Les appels de note de bas de page (petits chiffres en exposant, introduits par l'outil «  Source ») sont à placer entre la fin de phrase et le point final[comme ça].
- Les liens internes (vers d'autres articles de Wikipédia) sont à choisir avec parcimonie. Créez des liens vers des articles approfondissant le sujet. Les termes génériques sans rapport avec le sujet sont à éviter, ainsi que les répétitions de liens vers un même terme.
- Les liens externes sont à placer uniquement dans une section « Liens externes », à la fin de l'article. Ces liens sont à choisir avec parcimonie suivant les règles définies. Si un lien sert de source à l'article, son insertion dans le texte est à faire par les notes de bas de page.
- La présentation des références doit suivre les conventions bibliographiques. Il est recommandé d'utiliser les modèles {{Ouvrage}}, {{Chapitre}}, {{Article}}, {{Lien web}} et/ou {{Bibliographie}}. Le mode d'édition visuel peut mettre en forme automatiquement les références.
- Insérer une infobox (cadre d'informations à droite) n'est pas obligatoire pour parachever la mise en page.

Pour une aide détaillée, merci de consulter Aide:Wikification.
Si vous pensez que ces points ont été résolus, vous pouvez retirer ce bandeau et améliorer la mise en forme d'un autre article.
 (juin 2009).
 (octobre 2024).
Motif : obsolète
En France, la reconduite à la frontière est une mesure d'éloignement des étrangers en situation irrégulière.
Les reconduites à la frontière représentent environ la moitié des mesures d'éloignement des étrangers. Toute personne faisant l'objet d'une telle mesure est inscrite dans le fichier des personnes recherchées (FPR).
Les conditions de mise en œuvre des reconduites à la frontière sont critiquées par de nombreuses associations et rapports administratifs et parlementaires, nationaux ou internationaux. Les politiques menées par les autorités françaises visent à augmenter le nombre effectif de ces reconduites, considérées comme un moyen de lutte contre l'immigration illégale.

## Historique
Avant la loi Pasqua du 9 septembre 1986, une reconduite à la frontière désignait la mise en œuvre d'une expulsion. Depuis cette loi, les reconduites à la frontière sont juridiquement distinctes des expulsions et ne sont plus une sanction pénale mais une mesure administrative, facilitant ainsi leur application.
En 2005, le nombre de reconduites à la frontière exécutées est passé à 20 000, soit deux fois plus qu'en 2002. Le ministère de l'intérieur a demandé aux préfets d'atteindre un objectif de 25 000 reconduites à la frontière en 2006. Des associations, la Commission nationale de déontologie de la sécurité, ainsi que de nombreuses institutions internationales (comité européen de prévention de la torture, comité contre la torture des Nations unies, le commissaire aux droits de l’homme du Conseil de l’Europe) critiquent très sévèrement les conditions dans lesquelles sont effectuées ces reconduites. Selon Tassadit Imache, assistante sociale membre de la CNDS, la police aux frontières connaît « des pressions très fortes » et ressent « souvent un malaise » face aux conditions de rétention administrative des étrangers, bien que le 2 février 2006, le premier ministre Dominique de Villepin se soit félicité du fait que « les centres de rétention administrative ont vu leurs conditions de vie améliorées et leur nombre de places a plus que doublé ».

## Coûts
En 2009, le coût total des reconduites forcées est estimé à 415,2 millions d'euros pour l'année 2009, soit 20 970 euros par personne en se basant sur l'estimation de 19 800 reconduites forcées cette année.

## Droit actuel

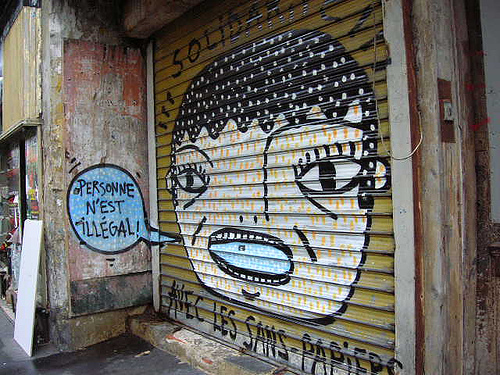
Fresque réalisée contre les mesures d'expulsion et pour la régularisation des sans-papiers.

Un étranger ne peut faire l'objet d'une reconduite à la frontière que sous les conditions fixées par les articles L 511-1 à L 514-1 du code de l'entrée et du séjour des étrangers et du droit d'asile (CESEDA). Une décision de reconduite à la frontière peut être prise dans les cas suivants :
- une obligation de quitter le territoire français (OQTF) ;
- une interdiction du territoire français ;
- un accord de réadmission Schengen.

Une procédure de reconduite à la frontière se décompose en trois étapes : prise de la décision de reconduite à la frontière, rétention administrative ou assignation à résidence, puis reconduction.

### Procédure de reconduite à la frontière
L'article L 511-1 du CESEDA prévoit qu'un étranger peut faire l'objet d'une reconduite à la frontière dans les cas suivants :
- lorsqu'il séjourne irrégulièrement en France : pas de titre de séjour, ou titre de séjour refusé ou retiré depuis un mois à compter de la notification du retrait ou du refus, ou titre de séjour ou visa expiré ;
- s'il a été condamné pour avoir contrefait, falsifié ou établi sous un autre nom que le sien un titre de séjour ;
- s'il a constitué une menace pour l'ordre public au cours de la période de validité de son visa ;
- s'il a travaillé sans avoir reçu d'autorisation de l'administration (travail dissimulé, article L. 341-4 du code du travail).

Certaines de ces dispositions devraient être modifiées par le projet de loi relatif à l'immigration et à l'intégration si le Parlement adopte les mesures en question : l'administration qui refuse de délivrer une carte de séjour pourrait prononcer simultanément une obligation de quitter le territoire français, exécutoire au bout d'un mois sauf en cas de recours. Il n'y aurait donc plus deux actes séparés pour le refus de la carte de séjour et l'arrêté de reconduite à la frontière.
L'article L. 511-4 prévoit que ne peut pas faire l'objet d'une procédure de reconduite à la frontière :
- un mineur de 18 ans[9] ;
- un étranger qui réside habituellement en France depuis 15 ans (sauf dans le cas d'un séjour où la carte de séjour temporaire portait la mention « étudiant ») ou présent en France depuis l'âge de 13 ans ;
- un étranger qui réside régulièrement  en France depuis 10 ans (sauf dans le cas d'un séjour où la carte de séjour temporaire portait la mention « étudiant ») ;
- un étranger qui réside régulièrement en France depuis 20 ans ;
- un étranger parent d'un enfant mineur français résidant en France, à condition qu'il l'entretienne ;
- un étranger ayant épousé depuis trois ans un ressortissant français ayant conservé la nationalité française, et ne vivant pas en état de polygamie. La communauté de vie entre les conjoints ne doit pas avoir cessé ;
- un étranger reconnu comme réfugié par l'Office français de protection des réfugiés et apatrides ou la Commission des recours des réfugiés, ou dont la demande d'asile n'a pas été encore statuée. S'il est débouté de sa demande d'asile, il peut alors faire l'objet d'une procédure de reconduite à la frontière ;
- un étranger titulaire d'une rente d'accident du travail ou de maladie professionnelle servie par un organisme français et dont le taux d'incapacité permanente est égal ou supérieur à 20 % ;
- un étranger résidant habituellement en France dont l'état de santé nécessite une prise en charge médicale dont le défaut pourrait entraîner pour lui des conséquences d'une exceptionnelle gravité, sous réserve de l'absence d'un traitement approprié dans le pays de renvoi, sauf circonstance humanitaire exceptionnelle appréciée par l'autorité administrative après avis du directeur général de l'agence régionale de santé. L'étranger peut néanmoins faire l'objet d'une assignation à résidence. Seul un arrêté d’expulsion ministériel peut passer outre cette interdiction de reconduite.

Lorsqu'il n'est pas possible de déterminer l'âge de l'étranger qui se déclare mineur ou que les services de police ont un doute, des tests osseux (radiographies des poignets et des genoux) sont censés déterminer l'âge de la personne. Dans la pratique, la fiabilité scientifique de ces tests est contestée par de nombreux médecins, par le Comité consultatif national d'éthique ainsi que par les associations de défense des droits des étrangers, mais également dans d'autres pays et au niveau international, par le CHUV et par le Haut Commissariat des Nations unies pour les réfugiés. Le juge reste souverain en ce qui concerne l'appréciation de l'âge de l'étranger, et peut décider de ne pas tenir compte du résultat du test osseux.

#### Notification de l'arrêté de reconduite
Généralement, une obligation de quitter le territoire français (OQTF) sous 30 jours est faite avant la notification de l'arrêté de reconduite. La notification de l'arrêté doit être fournie par écrit et en français à l'étranger (même s'il est illettré ou ne comprend pas le français), soit par voie administrative (contrôle d'identité, démarche administrative…) soit par voie postale.
La notification fait mention du pays de renvoi (généralement celui de la nationalité de l'étranger) afin que l'étranger puisse établir un recours s'il désire être envoyé vers un autre pays (notamment lorsqu'il craint pour sa vie, sa liberté ou son intégrité morale et physique) ; si l'étranger souhaite être envoyé vers un autre pays, il doit y être admissible. Lorsque l'étranger ne peut pas produire de document (faux documents, documents détruits…) qui permettraient d'établir sa nationalité, il encourt trois ans d'incarcération et dix ans d'interdiction du territoire. Pour déterminer la nationalité d'un étranger, les autorités françaises collaborent notamment avec les ambassades et les consulats étrangers : ils sont les seuls à pouvoir reconnaitre leurs ressortissants et à leur délivrer un laissez-passer consulaire, document permettant le voyage — et donc la reconduite — des étrangers dépourvus de passeport. La collaboration des ambassades peut fortement varier selon le pays qu'elles représentent, ce qui peut entraver considérablement les mesures de reconduites à la frontière. Les autorités françaises tentent ainsi de mener des politiques visant à accroître le taux de délivrance des laissez-passer consulaires. En 2004, ce taux de délivrance était de 35,16 % en moyenne, sur toutes les demandes effectuées[réf. souhaitée].
Lorsque la notification est envoyée par voie postale, il doit s'agir d'une lettre recommandée avec accusé de réception. Retirer une lettre recommandée à la Poste peut s'avérer difficile pour les étrangers dépourvus de document d'identité, et la façon dont sont mentionnées les modalités de recours sont trop vagues selon les associations. Dans le cas d'une notification par voie postale, l'arrêté de reconduite ne peut pas être appliqué pendant une période de 7 jours après réception de la lettre. L'étranger dispose de 15 jours pour aller retirer la lettre au bureau de poste, après quoi l'administration considérera qu'il a bien reçu la notification. Dans la pratique, le GISTI recommande aux étrangers notifiés de retirer la lettre le plus tard possible afin d'avoir le temps de constituer un dossier pour effectuer un recours devant le tribunal administratif (temps de trouver une aide juridique et de monter un mémoire nécessaires pour le recours). Selon un rapport législatif du député Thierry Mariani publié en 2003, le taux d'exécution des arrêtés préfectoraux notifiés par voie postale était de 1 %. Les reconduites à la frontière par voie administrative (c’est-à-dire sur interpellation) restent ainsi le principal vecteur d'éloignement effectif des étrangers, pour lequel le taux d'exécution était d'environ 40 % en 2003 (supérieur au taux d'exécution moyen de l'ensemble des mesures d'éloignement qui était d'environ 37 %).
Lorsque l'arrêté est notifié par voie administrative, il ne peut pas être appliqué pendant une période de 48 heures à compter de la notification. Lorsque l'étranger a été arrêté en situation irrégulière, il est placé en retenue administrative (garde à vue avant 2013), au cours de laquelle lui est faite la notification de l'arrêté de reconduite.
Dans les deux cas (par voie postale ou par voie administrative), ce délai doit être mentionné dans la notification, sinon il ne peut pas être opposable.

#### Recours en annulation de l'arrêté de reconduite
Un recours en annulation devant un tribunal administratif peut être formé, soit en ce qui concerne l'arrêté lui-même, soit en ce qui concerne la décision du pays de renvoi, soit les deux à la fois (les deux décisions étant distinctes). Un recours est suspensif, c’est-à-dire que l'arrêté de reconduite ne peut être appliqué avant qu'une décision judiciaire ait été rendue.

## Union européenne
La « directive retour » de l'Union européenne est transposée en droit français par la loi du 16 juin 2011. Le texte de la directive facilite par certains aspects les reconduites à la frontière de l'ancienne législation nationale. Il rend obligatoire, pour tout étranger qui opte pour un retour volontaire dans son pays, un délai de sept jours sans mise en rétention. Certains étrangers sans titre profitent de ce délai pour disparaitre.
Une grande partie des reconduites est intra-européenne. Un tiers (9 000 sur 28 000 en 2010) des reconduites concernent des ressortissants communautaires, roumains et bulgares, n'ayant pas droit de séjour. 3 688 Tunisiens ont fait l'objet d'une mesure d'éloignement depuis le 1er janvier 2011 et ont été renvoyés à la frontière italienne.
Un étranger non-européen peut être renvoyé de France vers un autre pays de l'Union européenne, s'il a déjà présenté une demande d'asile dans cet autre pays européen, ou il peut être renvoyé vers son pays d'origine à la demande d'un autre pays européen, soit après un signalement Schengen, soit après une décision d'éloignement prise par un autre pays de l'Union européenne.

### Appel
Les appels contre les jugements des tribunaux administratifs statuant sur les recours dirigés contre les arrêtés préfectoraux de reconduite à la frontière sont de la compétence des cours administratives d'appel, et non plus du Conseil d'État, en ce qui concerne les appels enregistrés à partir du 1er janvier 2005 (décret no 2004-789 du 29 juillet 2004). Ces appels ne sont pas suspensifs.
La multiplication du contentieux sur les étrangers irréguliers explique en partie que plus de 70 % des reconduites ne sont pas exécutées.
Selon la loi de 2011 (dite Loi Besson), dont les décrets d'application sont publiés le 18 juillet 2011, l'intervention du juge des libertés et de la détention (JLD) est reporté à 5 jours, au lieu de 48 heures. La durée de rétention est allongée de 32 à 45 jours. Cet allongement doit permettre d'obtenir davantage de laissez-passer consulaires de la part de pays, notamment le Maroc et le Mali, qui mettent souvent plus de 32 jours pour délivrer les documents indispensables à la reconduite.
En pratique, l'expulsion peut être faite rapidement pour éviter l'intervention du juge des libertés et de la détention (JLD).[réf. nécessaire]

### La rétention administrative
Il est nécessaire de distinguer centre de rétention administrative et zone d'attente. Le placement en zone d'attente ne concerne que les étrangers venant d'arriver sur le territoire mais qui n'y sont pas admis ou venant de faire une demande d'asile. Le placement en centre de rétention concerne les étrangers déjà présents sur le sol français et susceptibles de faire l'objet d'une expulsion, d'une reconduite à la frontière ou d'une interdiction de territoire. Un étranger susceptible de faire l'objet d'un arrêté de reconduite à la frontière ne peut donc faire l'objet que d'un placement en centre de rétention et non en zone d'attente. Pour plus d'informations sur les autres formes d'enfermement des étrangers, vous pouvez consulter l'article Mesure d'éloignement des étrangers.
Selon l'article L551-1 du CESEDA, l'étranger faisant l'objet d'une procédure de reconduite à la frontière peut être placé dans un centre de rétention administrative s'il ne peut immédiatement faire l'objet d'une reconduction. La mesure de rétention est prise par arrêté préfectoral, qui doit être notifié à l'étranger par les autorités administratives, ainsi que les droits qui y sont rattachés, dans une langue qu'il comprend, ce qui nécessite l'intervention d'un interprète. Depuis un décret du 30 mai 2005, lorsque l'interprétation se fait par téléphone (ou par un autre moyen de communication à distance), « le nom et les coordonnées de l'interprète, ainsi que la langue utilisée » doivent être « mentionnés par procès-verbal, dont une copie est remise à l'étranger ».
Avant 2003, une mesure de rétention ne pouvait pas excéder 12 jours. En 2003, cette période a été allongée à 32 jours. Selon la cour des comptes, il s'agissait en 2005 d'une des durées de placement les plus courtes dans l'Union européenne. Les associations considèrent cependant que ce délai est trop long et ne permet pas, au vu de l'état des centres de rétention et de leur surpeuplement, d'assurer le respect de la Convention européenne des droits de l'homme, notamment le droit à la dignité. Les associations dénoncent également un report constant des mises aux normes des centres de rétention, promises par les autorités. En 2004, selon un rapport de l'Inspection générale de l'administration et de l'Inspection générale des affaires sociales, parmi les 25 centres de rétentions français, 18 n'avaient pas les équipements exigés par un arrêté du 24 avril 2001.

### Durée de la période de rétention en zone d'attente
Une rétention ne peut pas excéder 48 heures, sauf en cas de prolongation de sa durée. Ces 48 heures peuvent être renouvelées une fois par les services de police. Au bout de quatre jours, une procédure de prolongation doit être sollicitée par le préfet auprès du juge de la liberté et de la détention, pour une durée de huit jours; le juge ne peut juger que la procédure, c'est-à-dire qu'il ne peut pas juger les raisons qui ont poussé le préfet à demander la prolongation de la rétention. Dans la pratique, un étranger peut rester jusqu'à 20 jours en zone d'attente.

## Techniques de reconduction
Il n'existe pas de "manuel d'escorte". Les techniques de reconduction se basent sur la sécurité du reconduit, des escorteurs et éventuellement des tiers. L'escorte de l'« éloigné » doit vérifier que celui-ci possède certains documents, notamment d'identité, éventuellement médicaux et s'assurer que le reconduit est correctement vêtu, le fouiller, et prendre diverses mesures de sécurité pour le bon déroulement de l'éloignement. Les fiches techniques se terminent par des illustrations des techniques de régulation phonique que les escorteurs doivent être en mesure d'appliquer lors de la reconduite.

## Données chiffrées
En 2001, elles étaient de 9 000, 24 000 en 2007.
Selon le ministère de l'immigration, sur 96 109 ressortissants étrangers en situation irrégulière interpellés en 2009 en France métropolitaine, 85 101 ont fait l'objet d'une décision d'éloignement et 29 288 ont été effectivement reconduits dans leur pays d'origine, de manière volontaire (8 268) ou contrainte (21 020).
Les reconduites à la frontière devaient passer de 28 000 en 2010 à 30 000 en 2011 et elles ont atteint 33 000. En 2012, elles ont atteint 36 822.
En 2014, 15 161 étrangers ont été expulsés de France. Ce chiffre est en hause de 7,7 % par rapport à 2013. À ces expulsions s'ajoutent 7 968 départs spontané et 4 477 départs aidés. Ce qui porte le chiffre total a 27 606.
En 2018, le ministère de l'Intérieur a dénombré 30 276 départs, dont 19 957 sous l'effet d'une mesure administrative. Le nombre de mesures prononcées s'étant élevé à 132 978, le ratio se situe cette année-là autour de 15 %. Les éloignements forcés se sont élevés à 15 677 en 2018 et à 18 906 en 2019 en métropole, en progression de 34 % par rapport à 2012. Ces éloignements sont quasi systématiquement précédés par un placement en centre de rétention administrative (Cra), dont l'efficacité est structurellement basse (40 % des personnes retenues ont été effectivement éloignées en 2018 pour un coût moyen de la rétention chiffré à 6 234 €).
En 2021, les chiffres des expulsions des ressortissants algériens, marocains et tunisiens n’ont, selon Europe 1, « jamais été aussi mauvais ». Pour ce qui concerne l’Algérie, entre janvier et juillet 2021, la justice française a ordonné 7 731 obligations de quitter le territoire français dont seulement 22 ont été effectives, soit un peu plus de 0.2 %. Cette situation s'explique notamment par le fait que l’Algérie refuse de délivrer des laissez-passer consulaires, un document indispensable pour qu’une expulsion soit réalisée. Pour le Maroc et pour la même période, les obligations de quitter le territoire français ont été de 3 301 et les expulsions effectives de 80, soit 2.4 %. Emmanuel Macron a décidé en conséquence de diviser par deux le nombre de visas délivrés pour l’Algérie et le Maroc, et de 30 % pour les citoyens tunisiens, en prenant 2020 comme année de référence.
Selon Le Figaro, en 2021, à peine un éloignement de clandestin sur dix est exécuté faute de coopération des pays dont sont originaires les personnes déboutées, « mais aussi par manque de volonté politique ». Cet état de fait laisse jusqu’à 100 000 étrangers en situation illégale de plus par an sur le territoire.